# Марко Паннелла
Джачінто (Марко) Паннелла (італ. Giacinto (Marco) Pannella; 2 травня 1930, Терамо — 19 травня 2016) — італійський журналіст політик, один із засновників Радикальної партії.

## Життєпис
У 1955 р. він закінчив юридичний факультет Урбінського університету.
Паннелла був активістом Італійської ліберальної партії, у віці 24 р. він заснував Радикальну партію. З тих пір він
є одним з головних лідерів пацифістського, лібертаріанського, антиклерикального радикального руху.
Разом зі своїми колегами (у тому числі з Еммою Боніно) він провів ряд міжнародних акцій на підтримку прав людини, сприяння легалізації розлучення, евтаназії та наркотиків, скасування смертної кари. У 1968 р. був арештований у Софії за участь в акції протесту проти вторгнення військ Варшавського договору до Чехословаччини.
У період з 1976 по 1987 рр. він обирався членом Палати депутатів, кожен раз відмовляючись від мандата. У період з 1979 по 1996 рр. і з 1999 по 2009 рр. він був депутатом Європейського парламенту,

## Особисте життя
Паннелла ніколи не була одружена і не мала дітей. Кілька десятиліть він жив зі своєю дівчиною Міреллою Паракіні. У 2010 році в інтерв'ю він натякав на те, що Парачіні і він завжди були у відкритих стосунках «без ревнощів». У тому ж інтерв'ю Паннелла назвався бісексуалом і сказав, що у нього було «три чи чотири» серйозні стосунки з чоловіками. Паннелла був атеїстом.